# مقاطعة روكنغهام (كارولاينا الشمالية)
مقاطعة روكنغهام (بالإنجليزية: Rockingham County)‏ هي إحدى مقاطعات ولاية كارولاينا الشمالية في الولايات المتحدة الأمريكية. مركز المقاطعة أو مقعدها هي مدينة وينتوورث. تأسست هذه المقاطعة سنة 1785.أصل هذه المقاطعة يأتي من: مقاطعة غيلفورد.

## أعلام
- توماس تسوية
- ديفيد سيتيل ريد